# Stellifer brasiliensis
Stellifer brasiliensis är en fiskart som först beskrevs av Schultz, 1945.  Stellifer brasiliensis ingår i släktet Stellifer och familjen havsgösfiskar. Inga underarter finns listade i Catalogue of Life.